# Villa Chanez
La villa Chanez est une voie du 16e arrondissement de Paris, en France.

## Situation et accès
La villa Chanez est une voie privée située dans le 16e arrondissement de Paris. Elle débute au 3, rue Chanez et se termine en impasse.

## Origine du nom

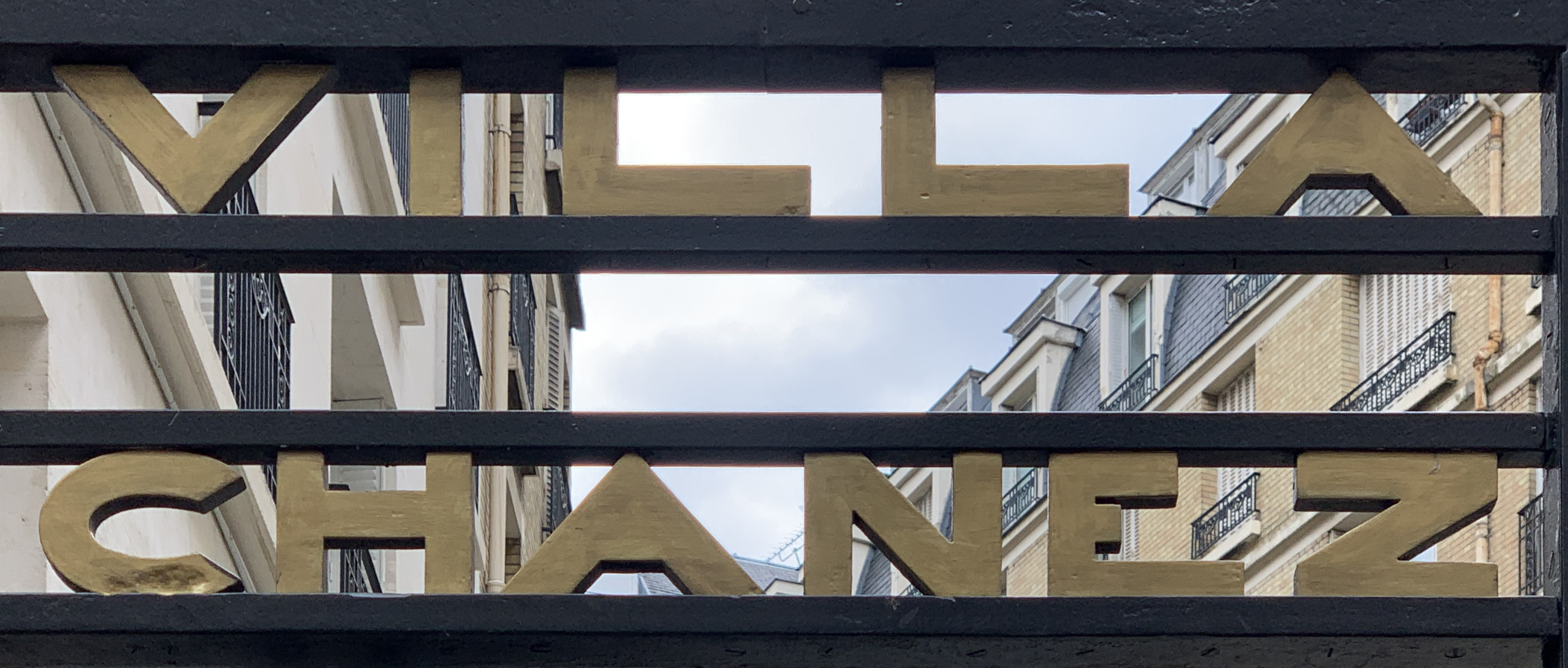
Inscription de la voie.

Elle porte ce nom en raison du voisinage de la rue Chanez.

## Historique
Cette voie est ouverte, sous son nom actuel, par un arrêté du 30 septembre 1930.